# Paweł Juros

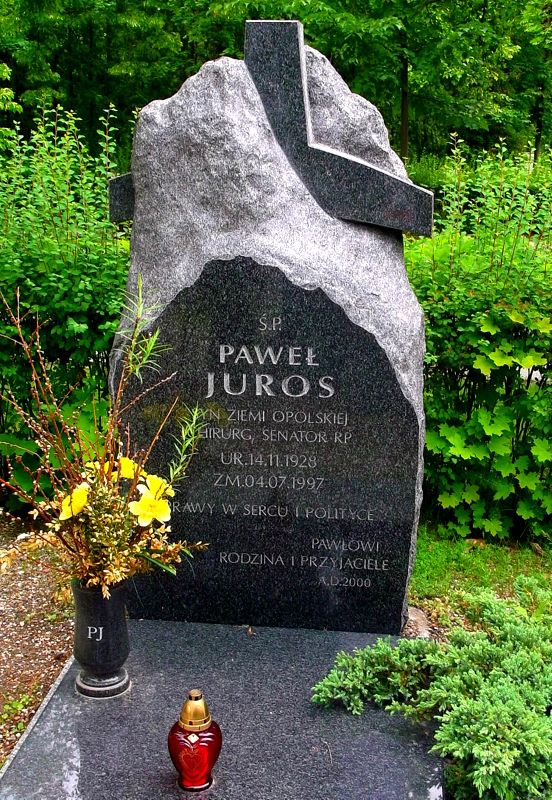
Grób Pawła Jurosa na cmentarzu komunalnym w Legnicy

Paweł Józef Juros (ur. 14 listopada 1928 w Krasiejowie, zm. 4 lipca 1997 we Wrocławiu) – polski lekarz, senator II kadencji.

## Życiorys
W 1954 ukończył studia na Wydziale Lekarskim Akademii Medycznej we Wrocławiu. Pracował w służbie zdrowia. Był przewodniczącym oddziału Wojewódzkiej Komisji ds. Inwalidztwa i Zatrudnienia. W 1966 uzyskał specjalizację drugiego stopnia z chirurgii ogólnej. W latach 1991–1996 był ordynatorem jednego z oddziałów chirurgicznych legnickiego szpitala. W latach 90. stał na czele Społecznego Komitetu Budowy Ośrodka Diagnostyki Onkologicznej Społecznej Fundacji „Solidarności” w Legnicy. Należał m.in. do Polskiego Towarzystwa Lekarskiego i Polskiego Towarzystwa Chirurgicznego.
W 1980 został członkiem „Solidarności”. W latach 1991–1993 sprawował mandat senatora II kadencji wybranego z listy Porozumienia Obywatelskiego Centrum w województwie legnickim. Był członkiem klubu parlamentarnego PC. Bez powodzenia ubiegał się o reelekcję w wyborach parlamentarnych w 1993 z ramienia komitetu wyborczego Zjednoczenie Polskie. Od 1994 zasiadał w legnickiej radzie miasta.
Pochowany na cmentarzu komunalnym w Legnicy (A4/1/8).
Imieniem Pawła Jurosa nazwano ulicę na Bielanach w Legnicy.